# Megatelus brahminus
Megatelus brahminus är en skalbaggsart som beskrevs av Edgar von Harold 1879. Megatelus brahminus ingår i släktet Megatelus och familjen Aphodiidae. Inga underarter finns listade i Catalogue of Life.